# Volapük Wikipédia
A Volapük Wikipédia a Wikipédia internetes enciklopédia volapük nyelvű változata, amelyet a Wikimédia Alapítvány üzemeltet. Az online enciklopédiát 2004-ben alapították, és – a 2008. január 24-i statisztikákat tekintve – több mint 114 000 szócikke volt, ezzel a Volapük Wikipédia a legnagyobb terjedelmű mesterséges nyelvű Wikipédia a szócikkek számát tekintve. Ezóta az eszperantó Wikipédia ismét megelőzte a mesterséges nyelvű wikipédiák sorában 2007 nyarán nagymértékű volt a szócikkek számának gyarapodása, ugyanis automatizált botok adatokat emeltek át európai és amerikai városokról szóló cikkekből, és készítettek új lapokat a Volapük Wikipédiában. Június és szeptember között 5000-ről 11 000-re nőtt a szócikkek száma. Jelenleg a Volapük Wikipédia szócikkeinek 93%-a településekről szól, és legtöbbje igen rövid. A legfontosabb és legáltalánosabb témákhoz kapcsolódó szócikkek még mindig hiányoznak.
Az internetes enciklopédiát gyakran érik bírálatok rövid, tartalmatlan és robotprogramokkal készített szócikkei miatt. Válaszként Sérgio Meira adminisztrátor – és az akkori egyedüli rendszeres hús-vér emberi szerkesztő – eddigi tevékenységét azzal indokolta, hogy az emberek érdeklődését akarta felkelteni a volapük nyelv és a Wikipédia iránt.
2008 januárjában a szócikkek nagymértékű kiválogatását és a Wikimédia Inkubátorba mozgatását helyezték kilátásba.

## Mérföldkövek
- 2003. február - elindul az oldal
- Jelenlegi szócikkek száma: 40 862